# (35651) 1998 MS29
1998 MS29 (asteroide 35651) é um asteroide da cintura principal. Possui uma excentricidade de 0.12708630 e uma inclinação de 6.45144º.
Este asteroide foi descoberto no dia 24 de junho de 1998 por LINEAR em Socorro.